# 호앙아인 잘라이 FC
호앙아인 잘라이(베트남어: Câu lạc bộ bóng đá Hoàng Anh Gia Lai)는 베트남 잘라이 성의 축구 클럽으로 현재는 V-리그에 참가하고 있다. 잉글랜드의 아스널과 쁠래이꾸에 유스 아카데미를 설립하는 내용의 계약에 서명했으며 아스널의 동남아시아 독점 판매권을 갖고 있다.

## 성적
- V-리그 우승

우승 (2): 2003, 2004
- 베트남 슈퍼컵 우승

우승 (2): 2003, 2004

## 코칭 스탭
- 헤드 코치 : 이태훈
- 부코치 : 김태민
- 부코치 : 즈엉민닌
- 부코치 : 응우옌 반단

## 선수 명단

### 현역
참고: FIFA 자격 규정에 따라 소속된 국가대표팀 국기를 표시합니다. 선수는 복수의 FIFA 비회원국 국적을 가지고 있을 수 있습니다.
| 번호 | 포지션 | 국적   | 이름              |
| ---- | ------ | ------ | ----------------- |
| 30   | FW     | 베트남 | 히에우            |
| 33   | DF     |        | 자이로 로드리게스 |

| 번호 | 포지션 | 국적 | 이름 |
| ---- | ------ | ---- | ---- |

## 역대 감독
| 감독              | 임기        |
| ----------------- | ----------- |
| 끼앗띠삭 세나므앙 | 2006        |
| 끼앗띠삭 세나므앙 | 2010        |
| 최윤겸            | 2011 ~ 2014 |
| 끼앗띠삭 세나므앙 | 2020 ~      |

틀:호앙아인 잘라이 FC 선수 명단